# Emeraude (S604)
El Emeraude (S604) es un submarino de ataque de propulsión nuclear de la clase Rubis (Barracuda) en servicio con la Marine Nationale.
Construido por el organismo estatal DCN en el astillero de Cherburgo-en-Cotentin, siendo asignado en 1988; actualmente en servicio. El Emeraude y el resto de su clase será reemplazado por los submarinos de la clase Suffren.